# Liste des circonscriptions parlementaires de South Glamorgan
Le Comté préservé de  South Glamorgan et divise en cinq Circonscription parlementaires: quatre Borough constituencies est un County constituency. Les limites actuelles sont utilisées depuis l'élection de l'Assemblée galloise de 2007 et l'Élections générales de 2010.
| Circonscription | 1997 à 2010                                                   | Depuis 2010                                             |
| --- | ------------------------------------------------------------- | ------------------------------------------------------- |
| 1. Cardiff Central BC(Liberal Democrat) 2. Cardiff North BC(Conservative Party) 3. Cardiff South and Penarth BC(Labour Party) 4. Cardiff West BC(Labour Party) 5. Vale of Glamorgan CC *(Conservative Party) 6. Bridgend CC (part)(Labour Party) 7. Pontypridd CC (part)(Labour Party) Avant 2010, une petite partie était à Mid Glamorgan. Une partie de la circonscription de Ogmore, trop petite pour la montrer, se situe dans South Glamorgan. | circonscriptions parlementaires de South Glamorgan avant 2010 | circonscriptions parlementaires de South Glamorgan 2010 |

La circonscription de Vale of Glamorgan a été constituée de Barry en 1983, Penarth étant déplacée dans la nouvelle circonscription Cardiff South and Penarth (antérieurement simplement Cardiff South).

## Changement propose en 2016
En tant que membre de Sixth Periodic Review of Westminster constituencies la Commission de délimitation pour le pays de Galles a proposé des changements à presque toutes les circonscriptions actuelles de Welsh Westminster, en donnant à certains d'entre eux des noms en langue galloise.
- Cynon Valley and Pontypridd
- Rhondda and Llantrisant
- Cardiff West
- Cardiff North
- Cardiff South and East
- Vale of Glamorgan East
- Bridgend and Vale of Glamorgan West
- Ogmore and Port Talbot
- Neath and Aberavon
- Swansea East
- Gower and Swansea West